# Cell Worlds

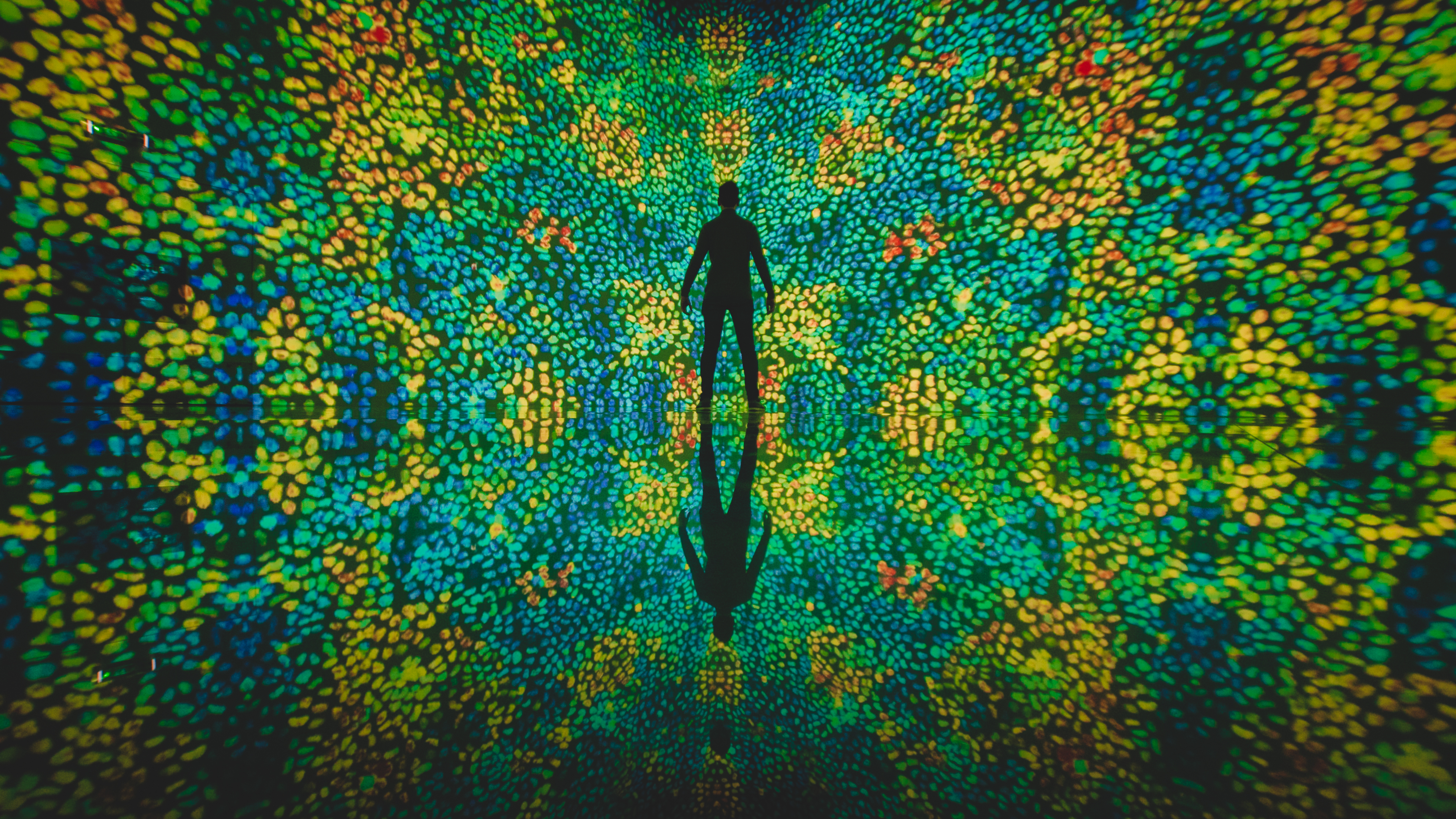
Humain se tenant devant un paysage cellulaire, au sein de l'exposition immersive Cell Immersion.

Cell Worlds (« Mondes Cellulaires ») est un projet de médiation scientifique sur la thématique de la microscopie et de la biologie cellulaire. Il a été créé en 2022 par le collectif Exaltia (anciennement Les Explorers), composé de Renaud Pourpre, Terence Saulnier et Youenn Lerb. Depuis 2025, Gaël Fortin a rejoint le collectif. Cell Worlds se décline sous divers formats tels que le documentaire, l'art immersif, ou encore le ciné-concert. Youenn Lerb est le compositeur de la bande originale de toutes les déclinaisons du projet.

## Actions emblématiques

### Expositions
Du 11 février 2022 au 2 janvier 2023, la première exposition immersive, nommée Cell Immersion,, a été présentée aux Bassins des Lumières de Culturespaces, dans une partie de la base sous-marine de Bordeaux. La fréquentation a dépassée les 600.000 personnes. L'exposition met en œuvre des images de plus de 25 équipes de recherche du monde entier, provenant d'instituts renommés tels que le Janelia Research Campus, le PariSanté Campus ou encore L'École polytechnique fédérale de Lausanne. L'exposition a été inaugurée le 14 mars 2022 en présence du CNRS, inscrivant ainsi cette première au sein de L'Année de la Biologie. L'exposition a été nommée dans la catégorie Immersive Science du Silbersalz Festival. Un clip musical a été filmé au sein de l'exposition.
Du 25 au 29 octobre 2023, une exposition immersive éphémère a été présentée au Silbersalz Festival avec des images de L'Université de Poitiers ou encore du Max Planck Institute of Microstructure Physics.

### Documentaires
Le 17 mars 2022, le premier documentaire, nommé Cell Worlds, Mondes Cellulaires, est publié sur YouTube. Il présente les mêmes images que l'exposition Cell Immersion, et utilise les codes des documentaires animaliers, grâce à une narration pédagogique et poétique à 4 voix (Lisa Bretzner, Mathilda Delecroix, Renaud Pourpre et Terence Saulnier). Ce premier volet a été lauréat de la commission Savoirs & Cultures du CNC et a été nommé au Festival Pariscience 2022 et au Festival Imagine Science 2022.
Le 8 octobre 2023, le second documentaire, nommé Cell Worlds, Anomalies Cellulaires, est publié sur YouTube. Il est intégralement réalisé avec des images des scientifiques de L'Université de Poitiers. Les voix-off de ce second volet sont celles de Alice Thomas et Vincent Chabrette.

### Cinéma-expériences
Le 29 octobre 2022, le premier cinéma-expérience Cell Worlds a été présenté au festival des Utopiales 2022, en partenariat avec l'Inserm. C'est un format de vulgarisation scientifique s'inspirant des codes du ciné-concert.
Une tournée de cinéma-expérience s'est tenue en 2023, à travers les portes-ouvertes de l'EPFL, le festival Inscience, ou encore le festival Curiositas. Le cinéma-expérience de la fête de la science 2023, qui s'est tenu à Poitiers, a été le premier où le public s'est mis à danser au rythme de la musique, donnant ainsi le slogan de Cell Worlds : Célébrer le vivant.

### Scénographie
Les 9 et 10 mars 2023, Cell Worlds et le Sensory Odyssey se sont associés pour penser la scénographie immersive du Hello Tomorrow Global Summit 2023.

### Planétarium
Le 22 mai 2025, Cell Worlds a été présenté en avant-première au format 360°, dans le planétarium de Strasbourg, en partenariat avec l'Inserm.

## Valeurs et objectifs

### Pour le grand public
Cell Worlds utilise les codes des expéditions scientifiques, en se présentant comme une mission d'exploration à la découverte de biodiversités cachées. La genèse du projet est de sortir les images de la recherche en biologie au plus loin des laboratoires, au plus proche du grand public. Cell Worlds utilise les émotions, à travers la musique, les couleurs ou encore une narration introspective, pour sensibiliser par l'émerveillement.
L'utilisation des émotions et de la beauté a été démontré scientifiquement comme étant un excellent outil pour partager la science,. C'est l'opportunité pour le public de découvrir des thématiques complexes et parfois pesantes telles que les cancers, à travers un regard différent sur ces mondes inconnus, et pourtant logés en chacun et chacune d'entre nous.

### Pour les scientifiques
Cell Worlds s'adresse également aux scientifiques, en démystifiant les métiers de la recherche scientifique, et en valorisant les travaux de la recherche, dont les résultats négatifs non publiés. Le projet est ainsi une première mondiale scientifique, pédagogique et artistique, pour mettre en scène le domaine de la microscopie dans des proportions jamais tentées. Le projet est ainsi devenu un véritable showcase de la recherche scientifique sur ces thématiques, réunissant au total plus de 50 équipes de recherche à travers le monde entier.

## Distinctions
- 2022 : Lauréat de la commission CNC Savoirs & Cultures[9].
- 2022 : Sélection Inserm au Festival des Utopiales[14].
- 2022 : Nomination au Festival Imagine Science[11].
- 2022 : Nomination au Festival Pariscience dans la catégorie courts métrages[10].
- 2023 : Nomination au Festival Silbersalz dans la catégorie Immersive Science[7].

## Discographie
- 2022 : Cell Worlds - Mondes Cellulaires (Apoptose Records)
- 2022 : Live at Bassins Des Lumières (Apoptose Records)
- 2023 : Cell Worlds - Anomalies Cellulaire (Apoptose Records)